# Коржилов, Игорь Михайлович
И́горь Миха́йлович Коржи́лов (род. 8 марта 1957, Электросталь, СССР) — советский хоккеист, нападающий. Мастер спорта СССР (1978).

## Биография
Хоккеем начал заниматься с 7 лет в детской команде «Метеор» (Электросталь) под руководством тренера А. И. Умнова. Начал трудовую деятельность рабочим машиностроительного завода в Электростали. С 1975 года отыграл два сезона во второй лиге за «Кристалл» (Электросталь), под руководством тренера — олимпийского чемпиона 1968 года Анатолия Ионова.
В 1976 году окончил Московский областной политехникум по специальности «Химическая технология редких элементов». В 1977 году от Виктора Тихонова получил приглашение в клуб высшей лиги «Динамо» (Рига). Отыграл в «Динамо» (Рига) 5 сезонов.
В начале сезона 1982/83 перешёл в команду первой лиги «Динамо» (Харьков). Провёл в команде 8 сезонов, вместе с командой пройдя путь из первой лиги в высшую лигу советского хоккея, был одним из лидеров команды.
В 1984 году окончил Латвийский государственный институт физической культуры по специальности «Физическая культура и спорт».
В 1990 году завершил карьеру игрока. В 1991—1992 годах — начальник хоккейной команды «Динамо» (Харьков). С 1992 по 1995 год начальник спортклуба областной организации «Динамо» (Харьков).
В 1995 году окончил Украинскую государственную юридическую академию в Харькове по специальности «Правоведение». В 1995—1997 годах — юрисконсульт Харьковской городской общественной организации «Престо». С декабря 1997 года по июль 2014 года — директор Харьковского государственного высшего училища физической культуры № 1, специализированного учебного заведения спортивного профиля. Под его руководством училище девять раз занимало первое место среди специализированных учебных заведений спортивного профиля Украины по спорту высших достижений. В 2015—2018 годах инструктор-методист городской специализированной детско-юношеской спортивной школы Олимпийского резерва», консультант по хоккею.

## Семья
Жена — Наталья Леонидовна Коржилова, гомеопат, врач лечебной физкультуры и спортивной медицины высшей категории.
- Сын — Леонид, кандидат экономических наук, преподаватель ХНЭУ им. С. Кузнеца.

## Статистика выступления в высшей лиге
| Легенда | Легенда                    | Легенда | Легенда                   | Легенда | Легенда    |
| ------- | -------------------------- | ------- | ------------------------- | ------- | ---------- |
| И       | Количество проведённых игр | Штр     | Штрафное время            | +/−     | Плюс-минус |
| Г       | Голы                       | П       | Голевые передачи          | О       | Очки       |
| -       | Статистика неизвестна      | —       | Статистика не учитывалась |         |            |

| Сезон                    | Команда                  | И   | Г  | П  | О  | Штр |
| ------------------------ | ------------------------ | --- | -- | -- | -- | --- |
| 1977/78                  | «Динамо» (Рига)          | 24  | 0  | 1  | 1  | 24  |
| 1978/79                  | «Динамо» (Рига)          | 42  | 4  | 7  | 11 | 22  |
| 1979/80                  | «Динамо» (Рига)          | 36  | 8  | 1  | 9  | 2   |
| 1980/81                  | «Динамо» (Рига)          | 49  | 4  | 7  | 11 | 22  |
| 1981/82                  | «Динамо» (Рига)          | 55  | 6  | 12 | 18 | 16  |
| 1982/83                  | «Динамо» (Рига)          | 3   | 0  | 0  | 0  | 0   |
| 1988/89                  | «Динамо» (Харьков)       | 26  | 2  | 8  | 10 | 8   |
| Всего в чемпионатах СССР | Всего в чемпионатах СССР | 235 | 24 | 36 | 60 | 94  |